# ADP Employment Report
ADP Employment Report или ADP национальный доклад о занятости населения — спонсируемый ADP®, был разработан и поддерживается/утверждается компанией с ограниченной ответственностью «Macroeconomic Advisers».
Доклад отражает уровень занятости населения, данные которых получают из анонимных подмножеств, это примерно 500 тысяч юридических лиц (предпринимателей) Соединенных Штатов Америки. В течение двенадцати месяцев до июня 2010 года это подмножество было усреднено (то есть было выведено средневзвешенное число) до 340 тысяч юридических лиц американского бизнеса и более 21 млн работников США, работающих во всех частных секторах промышленности.
ADP малый бизнес доклад (от англ. ADP Small Business Report) является ежемесячной оценкой занятости в частном несельскохозяйственном секторе среди Американских (США) компаний, имеющих примерно до 49 сотрудников. Данный доклад является подмножеством ADP Национального доклада о занятости.
Данные для обоих отчетов собираются за отчетные периоды, которые могут быть интерполированы (то есть в исходные данные вводят правки/исправления, замечания, вставляют тексты и т. д.) для включения недели 12 числа каждого месяца. Они обрабатываются статистическими методологиями, схожими с теми, что используются Американским бюро статистики труда для вычисления занятости, например, ежемесячное исследование учреждений с целью выявления уровня занятости.
В связи с этой обработкой, это подмножество модифицируется/изменяется для свидетельствования/указания национального уровня занятости. Поэтому, в результате изменения занятости, оно рассчитывается для ADP Национального доклада о занятости, но не представляет изменения в общей базе ADP о юрлицах американского бизнеса.